# Fathi Banani
Fathi Banani – tunezyjski zapaśnik walczący w stylu klasycznym. Złoty medalista mistrzostw Afryki w 2006 roku.